# Керлинг на Зимским олимпијским играма 1924.
Такмичења у керлингу на Зимским олимпијским играма 1924. одржана су од 28. и 30. јануара у Шамонију у Француској. Такмичење се одржало само у мушкој конкуренцији први пут у истоји олимпијских игара.
У фебруару 2006, неколико дана пре почетка Зимских олимпијских игара 2006. Међународни олимпијски комитет је одлучио да такмичење у керлингу било део званичног олимпијског програма у 1924, а не демонстрацијони спорт како су многи ауторитативни извори раније тврдили. Ова званична потврда била је кулминација кампање која је почета у Глазгову преко новина Хералд, у име породица осам Шкота који су освојили прве златне медаље у керлингу.
Специфичност такмичења је да је члан репрезентације Уједињеног Краљевства ирски мајор D. G. Astley играо за Шведску када су савладали Француску у плеј офу . МОК бележи да је освојио сребрну медаљу заједно са Швеђанима, али и златну медаљу, као део тима Уједињеног Краљевства. Ако су записи функционера МОК-а тачни, онда је D. G. Astley једина особа која је освојила и златну и сребрну медаљу у истом олимпијском спорту на једној олимпијади, а један од ретких који су освојили олимпијску медаљу за различите народе.

## Учесници

### Мушкарци
| - Уједињено Краљевство - Шведска I - Шведска II - Француска |

## Освајачи медаља

### Мушкарци
| Злато | Сребро | Бронза                                                                   |
| Уједињено Краљевство | Шведска I, II | Француска                                                                |
| William K. Jackson Robin Welsh Thomas Murray Laurence Jackson John T. S. Robertson-Aikman John McLeod William Brown D. G. Astley | Шведска I: Johan Petter Åhlén Carl-Axel Pettersson Karl-Erik Wahlberg D. G. Astley Шведска II: Carl Wilhelm Petersén Ture Ödlund Victor Wetterström Erik O. Severin Carl Axel V. Kronlund C. W. Petersen | F. Cournollet P. Canivet A. Bénédic Georges André H. Aldebert R. Planque |

Напомена: Британски тамичар R. Cousin је у званичном билтену означен као „не-учесник“ и није познато да ли је добио медаљу, за разлику од Вилијема Џексона који је идентично обележен у билтену, а зна се да је медаљу добио.

## Биланс медаља
| Пласман | Екипа                | Злато | Сребро | Бронза | Укупно |
| 1       | Уједињено Краљевство | 1     | 0      | 0      | 1      |
| 2       | Шведска I, II        | 0     | 1      | 0      | 1      |
| 3       | Француска            | 0     | 0      | 1      | 1      |
|         | Укупно (3)           | 1     | 1      | 1      | 3      |

## Резултати мечева

### Први круг (28. јануар, 10:00)
| Тим        | Kraj |
| Шведска II | 19   |
| Француска  | 10   |

### Други круг (29. јануар, 10:00)
| Тим                  | Kraj |
| Уједињено Краљевство | 38   |
| Шведска I            | 7    |

### Трећи круг (30. јануар, 10:00)
| Тим                  | Kraj |
| Уједињено Краљевство | 46   |
| Француска            | 7    |

### Меч за друго место плеј-оф
| Тим        | Kraj |
| Шведска II | 18   |
| Француска  | 10   |

### Коначан пласман
| Место | Тим                  | Победа | Пораз | Бодови |
| ----- | -------------------- | ------ | ----- | ------ |
| 1     | Уједињено Краљевство | 2      | 0     | 10     |
| 2     | Шведска I            | 0      | 1     | 0      |
| 2     | Шведска II           | 1      | 0     | 5      |
| 3     | Француска            | 0      | 2     | 0      |